# ミーマーンサー学派
ミーマーンサー学派（ミーマーンサーがくは、Mīmāṃsā-darśana）は、ヴェーダの中で祭式に関わる部分を研究する学派である。現代ではインド六派哲学の一つとされている。カルマ・ミーマーンサー(Karma-Mīmāṃsā, 祭事の研究)とも。紀元前200-100年頃生きたジャイミニが書いたとされる『ミーマーンサー・スートラ』(Mīmāṃsā-sūtra, )を根本経典とする。別名ジャイミニ・スートラ(Jaimini-sūtra)。

## 思想
祭式を重視し、祭式を行うことで現世や来世の幸福を得ることができるとする。神は祭式の1要素に過ぎず、同じくヴェーダを研究するヴェーダーンタ学派と比べて神が占める地位は低い。またインド哲学の多くが重視する解脱にも関心が低い。
言語不滅論。
膨大かつ多様なヴェーダ祭式を統一的に解釈するための複雑な言語論や認識論の体系を持っている。
形式主義・儀礼先行のため、最も正統の学派でありながらも、早い段階で権威は失堕している。